# 太平林场组
太平林场组是位于中国黑龙江嘉荫县一带的上白垩世地层，1979年由马万昌命名。该地层以灰色泥岩、粉砂岩、细粒长石砂岩为主，间夹中粗粒长石砂岩、紫红色泥岩等。